# Oricon Singles Chart
Oricon Singles Chart je službena japanska ljestvica singlova koju jednom tjedno izdaje Oricon.
Samo nekoliko svjetskih izvođača imalo je broj jedan singl na toj ljestvici. A to su pjesme, "Beautiful Sunday" od Daniela Boonea, "I'm in the Mood For Dancing" od sastava The Nolans, "Flashdance... What a Feeling" od Irene Carae, "To Love You More" od Céline Dion i Kryzler & Kompany, "La-La-La Love Song" od Toshinobue Kubotae i Naomi Campbell te "Candle in the Wind" od Eltona Johna

## Vidjeti
- Oricon
- Oricon Albums Charts
- Japan Hot 100

## Vanjske poveznice
- ORICON
- ORICON STYLE